# Daniel Haber
Daniel Haber (Toronto, 20 maggio 1992) è un ex calciatore canadese, di ruolo attaccante.

## Carriera

### Club
In carriera ha giocato 4 partite nella fase a gironi della UEFA Europa League.

### Nazionale
Tra il 2013 e il 2014 ha giocato 5 partite con la nazionale canadese.